# Gerhard Meyerratken
Gerhard Theodor Meyerratken (* 1937 in Löningen; † 30. Oktober 2005 in Münster) war ein deutscher Maler und Bildhauer.

## Leben
In den 1960er Jahren studierte er Bildende Kunst in Münster, Antwerpen und Berlin. Schon damals unternahm er Weltreisen mit längeren Aufenthalten in Australien, der Südsee, Asien und Südamerika, bei denen viele Zeichnungen und Aquarelle entstanden. Von 1972 bis 1983 unterrichtete er Bildnerisches Gestalten an der Westfälischen Wilhelms-Universität in Münster. Anfang der 1980er Jahre entwickelte Meyerratken die Idee des „Anonymen Realismus“. Auf einer seiner weiteren Studienreisen proklamierte er diese philosophische Sichtweise 1986 zu einem Manifest in einer Kunstaktion über der Datumsgrenze auf einem Flug von Honolulu (Hawaii) nach Nadi (Fidschi).
Nach einer ersten längeren Reise nach Asien begann er 1962 seine Ausbildung zum Bildhauer an der Werkkunstschule Münster, die er 1965 abschloss. Auch sein weiterer Lebensweg wurde durchgehend von längeren Weltreisen geprägt. So kam er vor einem Studienaufenthalt in Antwerpen im Jahr 1964 nach Südamerika und im Anschluss der Ausbildung an der Kunstakademie in Berlin von 1969 bis 1971 in die Südsee, ein von ihm immer wieder angesteuertes Ziel.
Mehr als sieben Jahre hat Gerhard Meyerratken auf diesen Touren von den 1970er bis zu den 1990er Jahren im außereuropäischen Ausland verbracht, um deren Kulturen, Lebensbedingungen und Natur kennenzulernen. Das Reisen war zu seiner Lebensform geworden, trampend, mit Bus und Zug, Schiff und Flugzeug, zwischenzeitlich Geld für das nächste Ticket verdienend.
Immer wieder experimentierte Gerhard Meyerratken und suchte neue Formen künstlerischen Ausdrucks. Die Idee seiner Recyclingbilder entwickelte er weiter mit den später entstandenen Collagen – nun statt des Pinsels die Schere nutzend, alltägliches Werbematerial bearbeitend. Bildausschnitte sind hier zunächst im kleinen Format komponiert, dann auf großformatige Leinwände gebracht.

## Veröffentlichungen
- Grotesken von Gerhard Meyerratken. Berlin: Zahl-Wienen 1968
- Wiedertäuferei. Bühnenstück in 4 Akten. Münster 1985
- Kneipentheater, Federzeichnungen, Deckelbilder. Münster: Kakus Verlag 1978
- Manifest des Anonymen Realismus – Kunst am Ende des 20. Jahrhunderts. Herzogenrath: Verlag Murken-Altrogge 1991
- Meyerratken, Gerhard u. a.: Anonymer Realismus. Lesebuch. Münster 1998